# قطعنامه ۲۷۱ شورای امنیت
قطعنامه ۲۷۱ شورای امنیت سازمان ملل متحد که در تاریخ ۱۵ سپتامبر ۱۹۶۹ تصویب شد، سندی بین‌المللی دربارهٔ وضعیت خاورمیانه است. این قطعنامه طی نشست ۱٬۵۱۲ام
با ۱۱ موافق،۰ مخالف و ۴ ممتنع تصویب شد.